# 제18사단 (조선민주주의인민공화국)
제18사단은 조선민주주의인민공화국의 사단이다.

## 빨치산활동
1948년, 조선인민유격대의 활동이 시작되자, 제15사단등과 조선인민유격대의 지원을 명령받았다. 그러나 패배를 거듭하다 이듬해 1949년에 벌교 전투에서의 패배와 남조선로동당의 귀환 명령으로 퇴각하였다.

## 한국전쟁
한국전쟁이 발발하자, 서울을 점령하고 경기도 방어 전력으로 배치되었다. 그러나 미국의 인천상륙작전으로 경상도쪽의 조선인민군에게 지원을 요청했으나 패배해 평양으로 철수한다